# Campionato Interregionale 1991-1992
Il Campionato Interregionale 1991-1992 fu la 44ª edizione del campionato di categoria e il V livello del calcio italiano. Fu l'ultimo campionato con la denominazione Campionato Interregionale. Dall'edizione successiva prenderà le denominazione di Campionato Nazionale Dilettanti.

## Stagione

### Aggiornamenti
Ad inizio stagione le seguenti società non si iscrissero al campionato:
- Casalotti
- Grumese

Il Kroton, neo retrocesso e dichiarato fallito, non si iscrive al campionato. Un'altra società cittadina, la Nuova Crotone Associazione Polisportiva Mini Juventus fondata nel 1956 e partecipante al campionato regionale di Prima Categoria diventa la naturale continuazione della società precedente.
L'A.C. Nuova Rossanese cambia denominazione sociale in U.S. Rossanese.
A completamento di organico vennero ripescate il Benacense 1905, la Viterbese e il Tivoli.

### Formula
Continua il progetto della Lega Nazionale Dilettanti di ridurre l'organico delle squadre partecipanti. Già l'anno prima furono ridotti i sodalizi dalle 216 alle 180 di questo campionato. Per l'anno successivo l'obiettivo fu quello raggiungere le 162 squadre. Si mantenne quindi il meccanismo degli spareggi tra le prime classificate di ogni girone per determinare le squadre promosse in Serie C2, mentre le ultime cinque squadre di ogni girone retrocedevano direttamente in Eccellenza.

## Girone A
Il Nizza Millefonti è una compagine di Torino.

### Classifica finale
|  | Pos. | Squadra              | Pt | G  | V  | N  | P  | GF | GS | DR  |
|  | ---- | -------------------- | -- | -- | -- | -- | -- | -- | -- | --- |
|  | 1.   | Corsico              | 45 | 34 | 16 | 13 | 5  | 49 | 26 | +23 |
|  | 2.   | Abbiategrasso        | 44 | 34 | 14 | 16 | 4  | 31 | 15 | +16 |
|  | 3.   | Seregno              | 43 | 34 | 14 | 15 | 5  | 36 | 23 | +13 |
|  | 4.   | Sparta Novara        | 42 | 34 | 12 | 18 | 4  | 35 | 25 | +10 |
|  | 5.   | Pro Vercelli         | 41 | 34 | 12 | 17 | 5  | 40 | 28 | +12 |
|  | 6.   | Saronno              | 37 | 34 | 11 | 15 | 8  | 38 | 30 | +8  |
|  | 7.   | Pro Lissone          | 34 | 34 | 7  | 20 | 7  | 32 | 28 | +4  |
|  | 7.   | Caratese             | 34 | 34 | 7  | 20 | 7  | 35 | 35 | 0   |
|  | 7.   | Iris Oleggio         | 34 | 34 | 8  | 18 | 8  | 22 | 25 | -3  |
|  | 10.  | Bellinzago           | 33 | 34 | 7  | 19 | 8  | 22 | 24 | -2  |
|  | 11.  | Vigevano             | 31 | 34 | 7  | 17 | 10 | 27 | 27 | 0   |
|  | 11.  | Mariano              | 31 | 34 | 8  | 15 | 11 | 23 | 27 | -4  |
|  | 13.  | Nizza Millefonti     | 29 | 34 | 7  | 15 | 12 | 24 | 32 | -8  |
|  | 14.  | Ivrea                | 28 | 34 | 7  | 14 | 13 | 25 | 38 | -13 |
|  | 15.  | Giaveno Coazze Argus | 27 | 34 | 7  | 13 | 14 | 20 | 29 | -9  |
|  | 15.  | Corbetta             | 27 | 34 | 5  | 17 | 12 | 27 | 38 | -11 |
|  | 17.  | Pro Patria           | 26 | 34 | 7  | 12 | 15 | 29 | 41 | -12 |
|  | 18.  | Chieri A&O           | 26 | 34 | 8  | 10 | 16 | 21 | 45 | -24 |

Legenda:
      Ammessa agli spareggi promozione.
      Retrocessa in Eccellenza 1992-1993.
Regolamento:
Due punti a vittoria, uno a pareggio, zero a sconfitta.
Pari merito in caso di pari punti.
Spareggio in caso di pari punti in zona promozione e/o retrocessione.

## Girone B

### Classifica finale
|  | Pos. | Squadra           | Pt | G  | V  | N  | P  | GF | GS | DR  |
|  | ---- | ----------------- | -- | -- | -- | -- | -- | -- | -- | --- |
|  | 1.   | Giorgione         | 49 | 34 | 18 | 13 | 3  | 40 | 15 | +25 |
|  | 2.   | Lumezzane         | 45 | 34 | 16 | 13 | 5  | 41 | 25 | +16 |
|  | 3.   | Cittadella        | 43 | 34 | 13 | 17 | 4  | 35 | 21 | +14 |
|  | 4.   | San Paolo d'Argon | 38 | 34 | 11 | 16 | 7  | 28 | 19 | +9  |
|  | 5.   | Darfo Boario      | 37 | 34 | 11 | 15 | 8  | 31 | 26 | +5  |
|  | 6.   | Bolzano           | 36 | 34 | 10 | 16 | 8  | 26 | 20 | +6  |
|  | 7.   | Pievigina         | 35 | 34 | 10 | 15 | 9  | 39 | 37 | +2  |
|  | 8.   | Caerano           | 35 | 34 | 9  | 17 | 8  | 24 | 23 | +1  |
|  | 9.   | Treviso           | 34 | 34 | 10 | 14 | 10 | 38 | 32 | +6  |
|  | 10.  | Benacense 1905    | 34 | 34 | 8  | 18 | 8  | 30 | 27 | +3  |
|  | 11.  | Bassano Virtus    | 34 | 34 | 8  | 18 | 8  | 28 | 32 | -4  |
|  | 12.  | Albinese          | 33 | 34 | 7  | 19 | 8  | 23 | 26 | -3  |
|  | 13.  | Conegliano        | 33 | 34 | 12 | 9  | 13 | 32 | 37 | -5  |
|  | 14.  | Rovereto          | 32 | 34 | 10 | 12 | 12 | 32 | 38 | -6  |
|  | 15.  | Santa Lucia       | 26 | 34 | 7  | 12 | 15 | 29 | 51 | -22 |
|  | 16.  | Thiene            | 25 | 34 | 7  | 11 | 16 | 29 | 42 | -13 |
|  | 17.  | Belluno           | 22 | 34 | 4  | 14 | 16 | 28 | 47 | -19 |
|  | 18.  | Breno             | 21 | 34 | 5  | 11 | 18 | 20 | 35 | -15 |

Legenda:
      Ammessa agli spareggi promozione.
      Retrocessa in Eccellenza 1992-1993.
Regolamento:
Due punti a vittoria, uno a pareggio, zero a sconfitta.
Pari merito in caso di pari punti.
Spareggio in caso di pari punti in zona promozione e/o retrocessione.

## Girone C
Il Centro del Mobile è una compagine della città di Brugnera.
L'Officine Bra S. Martino è una rappresentativa della città di San Martino Buon Albergo.
Il Bo.Ca. è una rappresentativa della città di Bologna (rione Bolognina).

### Classifica finale
|  | Pos. | Squadra                 | Pt | G  | V  | N  | P  | GF | GS | DR  |
|  | ---- | ----------------------- | -- | -- | -- | -- | -- | -- | -- | --- |
|  | 1.   | Crevalcore              | 50 | 34 | 20 | 10 | 4  | 65 | 31 | +34 |
|  | 2.   | Rovigo                  | 45 | 34 | 19 | 7  | 8  | 56 | 25 | +31 |
|  | 3.   | Officine Bra S. Martino | 45 | 34 | 18 | 9  | 7  | 37 | 19 | +18 |
|  | 4.   | Castel San Pietro       | 44 | 34 | 17 | 10 | 7  | 42 | 28 | +14 |
|  | 5.   | Brescello               | 44 | 34 | 16 | 12 | 6  | 41 | 27 | +14 |
|  | 6.   | Arzignano               | 38 | 34 | 15 | 8  | 11 | 37 | 29 | +8  |
|  | 7.   | Mira                    | 35 | 34 | 10 | 15 | 9  | 20 | 20 | 0   |
|  | 8.   | Sevegliano              | 33 | 34 | 9  | 15 | 10 | 40 | 38 | +2  |
|  | 9.   | Sandonà                 | 33 | 34 | 9  | 15 | 10 | 33 | 35 | -2  |
|  | 10.  | Palmanova               | 32 | 34 | 7  | 18 | 9  | 27 | 33 | -6  |
|  | 11.  | San Lazzaro             | 29 | 34 | 8  | 13 | 13 | 29 | 37 | -8  |
|  | 12.  | Centro del Mobile       | 28 | 34 | 7  | 14 | 13 | 25 | 34 | -9  |
|  | 13.  | Bagnolese               | 28 | 34 | 7  | 14 | 13 | 26 | 38 | -12 |
|  | 14.  | Reggiolo                | 28 | 34 | 9  | 10 | 15 | 30 | 44 | -14 |
|  | 15.  | BoCa                    | 28 | 34 | 9  | 10 | 15 | 27 | 44 | -17 |
|  | 16.  | Monfalcone              | 27 | 34 | 7  | 13 | 14 | 30 | 47 | -17 |
|  | 17.  | Pro Gorizia             | 25 | 34 | 5  | 15 | 14 | 20 | 38 | -18 |
|  | 18.  | Ponte di Piave          | 20 | 34 | 3  | 14 | 17 | 23 | 41 | -18 |

Legenda:
      Ammessa agli spareggi promozione.
      Retrocessa in Eccellenza 1992-1993.
 Retrocessione diretta.
Regolamento:
Due punti a vittoria, uno a pareggio, zero a sconfitta.
Pari merito in caso di pari punti.
Spareggio in caso di pari punti in zona promozione e/o retrocessione.
Note:
Centro del Mobile, Bagnolese, Reggiolo e Bo.Ca. termnarono il campionato a pari punti. La classifica avulsa determino la salvezza immediata per il Centro del Mobile e la retrocessione immediata per il BoCa. Bagnolese e Reggiolo furono costrette ad uno spareggio.

### Spareggi

#### Spareggio salvezza
|           | Risultati |          | Luogo e data      |
| --------- | --------- | -------- | ----------------- |
| Bagnolese | 2-0       | Reggiolo | ?, 17 maggio 1992 |
|           |           |          |                   |

## Girone D
La Virtus Roteglia è una rappresentativa della città di Castellarano.
Il Libarna è una compagine della città di Serravalle Scrivia.

### Classifica finale
|  | Pos. | Squadra         | Pt | G  | V  | N  | P  | GF | GS | DR  |
|  | ---- | --------------- | -- | -- | -- | -- | -- | -- | -- | --- |
|  | 1.   | Oltrepò         | 49 | 34 | 19 | 11 | 4  | 50 | 21 | +29 |
|  | 2.   | Savona          | 49 | 34 | 19 | 11 | 4  | 47 | 20 | +27 |
|  | 3.   | Fanfulla        | 42 | 34 | 14 | 14 | 6  | 41 | 25 | +16 |
|  | 4.   | Bra             | 42 | 34 | 12 | 18 | 4  | 45 | 33 | +12 |
|  | 5.   | Acqui           | 40 | 34 | 14 | 12 | 8  | 33 | 24 | +9  |
|  | 6.   | Camaiore        | 37 | 34 | 13 | 11 | 10 | 28 | 26 | +2  |
|  | 7.   | Sassuolo        | 36 | 34 | 9  | 18 | 7  | 33 | 25 | +8  |
|  | 8.   | Sammargheritese | 35 | 34 | 9  | 17 | 8  | 37 | 34 | +3  |
|  | 9.   | Pietrasanta     | 33 | 34 | 7  | 19 | 8  | 31 | 34 | -3  |
|  | 10.  | Vogherese       | 33 | 34 | 6  | 21 | 7  | 33 | 38 | -5  |
|  | 11.  | Virtus Roteglia | 32 | 34 | 8  | 16 | 10 | 31 | 31 | 0   |
|  | 12.  | Rapallo Ruentes | 31 | 34 | 5  | 21 | 8  | 18 | 21 | -3  |
|  | 13.  | Sarzanese       | 31 | 34 | 9  | 13 | 12 | 25 | 31 | -6  |
|  | 14.  | Libarna         | 30 | 34 | 8  | 14 | 12 | 30 | 35 | -5  |
|  | 15.  | Crema           | 25 | 34 | 4  | 17 | 13 | 33 | 51 | -18 |
|  | 16.  | Derthona        | 23 | 34 | 4  | 15 | 15 | 19 | 37 | -18 |
|  | 17.  | Valenzana       | 23 | 34 | 7  | 9  | 18 | 26 | 46 | -20 |
|  | 18.  | Cairese         | 21 | 34 | 6  | 9  | 19 | 21 | 49 | -28 |

Legenda:
      Ammessa agli spareggi promozione.
      Retrocessa in Eccellenza 1992-1993.
Regolamento:
Due punti a vittoria, uno a pareggio, zero a sconfitta.
Pari merito in caso di pari punti.
Spareggio in caso di pari punti in zona promozione e/o retrocessione.
Note:
Oltrepò e Savona terminarono il campionato a pari punti. Si svolse una partita di spareggio per determinare quale squadra dovesse accedere agli spareggi intergirone.

### Spareggi

#### Spareggio per il primo posto
|         | Risultati     |        | Luogo e data                      |
| ------- | ------------- | ------ | --------------------------------- |
| Oltrepò | 0-0 (4-3 dtr) | Savona | Casale Monferrato, 17 maggio 1992 |
|         |               |        |                                   |

## Girone E
Il Bozzano è una rappresentativa della città di Massarosa.

### Classifica finale
|  | Pos. | Squadra           | Pt | G  | V  | N  | P  | GF | GS | DR  |
|  | ---- | ----------------- | -- | -- | -- | -- | -- | -- | -- | --- |
|  | 1.   | Gualdo            | 49 | 34 | 19 | 11 | 4  | 45 | 19 | +26 |
|  | 2.   | Forlì             | 48 | 34 | 20 | 8  | 6  | 50 | 25 | +25 |
|  | 3.   | Riccione          | 46 | 34 | 16 | 14 | 4  | 43 | 17 | +26 |
|  | 4.   | Colligiana        | 45 | 34 | 15 | 15 | 4  | 48 | 25 | +23 |
|  | 5.   | Cuoiopelli        | 38 | 34 | 12 | 14 | 8  | 35 | 25 | +10 |
|  | 6.   | RM Firenze        | 36 | 34 | 12 | 12 | 10 | 33 | 28 | +5  |
|  | 7.   | Foligno           | 36 | 34 | 8  | 20 | 6  | 29 | 27 | +2  |
|  | 8.   | Faenza            | 35 | 34 | 10 | 15 | 9  | 31 | 30 | +1  |
|  | 9.   | Bastia            | 35 | 34 | 11 | 13 | 10 | 30 | 38 | -8  |
|  | 10.  | Russi             | 34 | 34 | 10 | 14 | 10 | 31 | 30 | +1  |
|  | 11.  | Sestese           | 33 | 34 | 9  | 15 | 10 | 28 | 25 | +3  |
|  | 12.  | Virtus Chianciano | 33 | 34 | 12 | 9  | 13 | 25 | 27 | -2  |
|  | 13.  | Ellera            | 29 | 34 | 9  | 11 | 14 | 36 | 43 | -7  |
|  | 14.  | Bozzano (-6)      | 28 | 34 | 9  | 16 | 9  | 27 | 25 | +2  |
|  | 15.  | Città di Castello | 25 | 34 | 6  | 13 | 15 | 28 | 41 | -13 |
|  | 16.  | Narnese           | 23 | 34 | 8  | 7  | 19 | 24 | 57 | -33 |
|  | 17.  | San Marino        | 20 | 34 | 5  | 10 | 19 | 25 | 52 | -27 |
|  | 18.  | Imola             | 13 | 34 | 3  | 7  | 24 | 21 | 55 | -34 |

Legenda:
      Ammessa agli spareggi promozione.
      Retrocessa in Eccellenza 1992-1993.
Regolamento:
Due punti a vittoria, uno a pareggio, zero a sconfitta.
Pari merito in caso di pari punti.
Spareggio in caso di pari punti in zona promozione e/o retrocessione.
Note:
Il Bozzano ha scontato 6 punti di penalizzazione.

## Girone F
La Spes Montesacro è una rapprentativa della città di Roma.

### Classifica finale
|  | Pos. | Squadra         | Pt | G  | V  | N  | P  | GF | GS  | DR   |
|  | ---- | --------------- | -- | -- | -- | -- | -- | -- | --- | ---- |
|  | 1.   | L’Aquila        | 51 | 34 | 20 | 11 | 3  | 55 | 17  | +38  |
|  | 2.   | Acilia          | 51 | 34 | 21 | 9  | 4  | 49 | 14  | +35  |
|  | 3.   | Viterbese       | 50 | 34 | 19 | 12 | 3  | 59 | 21  | +38  |
|  | 4.   | Ladispoli       | 48 | 34 | 19 | 10 | 5  | 43 | 20  | +23  |
|  | 5.   | Torres          | 39 | 34 | 15 | 9  | 10 | 41 | 20  | +21  |
|  | 6.   | Valmontone      | 37 | 34 | 11 | 15 | 8  | 53 | 30  | +23  |
|  | 7.   | Pomezia         | 37 | 34 | 11 | 15 | 8  | 38 | 26  | +12  |
|  | 8.   | Civitavecchia   | 36 | 34 | 12 | 12 | 10 | 33 | 34  | -1   |
|  | 9.   | Selargius       | 35 | 34 | 13 | 9  | 12 | 48 | 38  | +10  |
|  | 10.  | Ostia Mare      | 34 | 34 | 11 | 12 | 11 | 33 | 31  | +2   |
|  | 11.  | Anziolavinio    | 33 | 34 | 11 | 11 | 12 | 37 | 34  | +3   |
|  | 12.  | Calangianus     | 32 | 34 | 10 | 12 | 12 | 45 | 45  | 0    |
|  | 13.  | Spes Montesacro | 32 | 34 | 9  | 14 | 11 | 30 | 31  | -1   |
|  | 14.  | Tivoli          | 28 | 34 | 9  | 10 | 15 | 28 | 44  | -16  |
|  | 15.  | Grosseto        | 25 | 34 | 8  | 9  | 17 | 27 | 46  | -19  |
|  | 16.  | Nuorese         | 22 | 34 | 6  | 10 | 18 | 36 | 56  | -20  |
|  | 17.  | Alghero         | 19 | 34 | 4  | 11 | 19 | 24 | 47  | -23  |
|  | 18.  | Tharros         | 3  | 34 | 0  | 3  | 31 | 10 | 135 | -125 |

Legenda:
      Ammessa agli spareggi promozione.
      Retrocessa in Eccellenza 1992-1993.
Regolamento:
Due punti a vittoria, uno a pareggio, zero a sconfitta.
Pari merito in caso di pari punti.
Spareggio in caso di pari punti in zona promozione e/o retrocessione.
Note:
L'Aquila e Acilia terminarono il campionato a pari punti. Si svolse una partita di spareggio per determinare quale squadra dovesse accedere agli spareggi intergirone.

### Spareggi

#### Spareggio per il primo posto
|          | Risultati |        | Luogo e data         |
| -------- | --------- | ------ | -------------------- |
| L’Aquila | 2-0       | Acilia | Roma, 17 maggio 1992 |
|          |           |        |                      |

## Girone G
Il Villalba Ocres Moca è una compagine della città di Guidonia Montecelio.
 La Fucense è una rappresentativa della città di Trasacco. 
 Nome preciso dell'Urbania "Urbania Brother", Piobbico "Audax Carmes Piobbico".

### Classifica finale
|  | Pos. | Squadra             | Pt | G  | V  | N  | P  | GF | GS | DR  |
|  | ---- | ------------------- | -- | -- | -- | -- | -- | -- | -- | --- |
|  | 1.   | Sulmona             | 45 | 34 | 16 | 13 | 5  | 40 | 18 | +22 |
|  | 2.   | Celano              | 41 | 34 | 14 | 13 | 7  | 41 | 24 | +17 |
|  | 3.   | Fermana             | 40 | 34 | 13 | 14 | 7  | 31 | 21 | +10 |
|  | 4.   | Rieti               | 38 | 34 | 11 | 16 | 7  | 46 | 33 | +13 |
|  | 5.   | Vigor Senigallia    | 36 | 34 | 11 | 14 | 9  | 38 | 29 | +9  |
|  | 6.   | Pineto              | 36 | 34 | 10 | 16 | 8  | 32 | 33 | -1  |
|  | 7.   | Recanatese          | 36 | 34 | 13 | 10 | 11 | 25 | 27 | -2  |
|  | 8.   | Montegranaro        | 35 | 34 | 13 | 9  | 12 | 43 | 35 | +8  |
|  | 9.   | Santegidiese        | 34 | 34 | 11 | 12 | 11 | 27 | 27 | 0   |
|  | 10.  | Fucense             | 33 | 34 | 8  | 17 | 9  | 21 | 24 | -3  |
|  | 11.  | Luco dei Marsi      | 33 | 34 | 10 | 13 | 11 | 36 | 45 | -9  |
|  | 12.  | Vadese              | 32 | 34 | 11 | 10 | 13 | 30 | 34 | -4  |
|  | 13.  | Penne               | 32 | 34 | 6  | 20 | 8  | 29 | 36 | -7  |
|  | 14.  | Audax Piobbico      | 31 | 34 | 9  | 13 | 12 | 23 | 25 | -2  |
|  | 15.  | Tolentino           | 29 | 34 | 6  | 17 | 11 | 25 | 32 | -7  |
|  | 16.  | Urbino              | 29 | 34 | 3  | 23 | 8  | 16 | 26 | -10 |
|  | 17.  | Villalba Ocres Moca | 28 | 34 | 9  | 10 | 15 | 23 | 37 | -14 |
|  | 18.  | Urbania             | 24 | 34 | 6  | 12 | 16 | 27 | 47 | -20 |

Legenda:
      Ammessa agli spareggi promozione.
      Retrocessa in Eccellenza 1992-1993.
Regolamento:
Due punti a vittoria, uno a pareggio, zero a sconfitta.
Pari merito in caso di pari punti.
Spareggio in caso di pari punti in zona promozione e/o retrocessione.

## Girone H
Il Casale Bonito è una rappresentativa della città di Casal di Principe.

### Classifica finale
|  | Pos. | Squadra               | Pt | G  | V  | N  | P  | GF | GS | DR  |
|  | ---- | --------------------- | -- | -- | -- | -- | -- | -- | -- | --- |
|  | 1.   | Sora                  | 50 | 34 | 21 | 8  | 5  | 45 | 13 | +32 |
|  | 2.   | Trapani               | 45 | 34 | 18 | 9  | 7  | 55 | 27 | +28 |
|  | 3.   | Marsala               | 42 | 34 | 12 | 18 | 4  | 50 | 27 | +23 |
|  | 4.   | Marino                | 38 | 34 | 12 | 14 | 8  | 34 | 29 | +5  |
|  | 5.   | Mazara                | 38 | 34 | 14 | 10 | 10 | 37 | 33 | +4  |
|  | 6.   | Acerrana              | 37 | 34 | 13 | 11 | 10 | 29 | 24 | +5  |
|  | 7.   | Frosinone             | 35 | 34 | 10 | 15 | 9  | 37 | 31 | +6  |
|  | 8.   | Isola Liri            | 35 | 34 | 14 | 7  | 13 | 35 | 33 | +2  |
|  | 9.   | Folgore Castelvetrano | 35 | 34 | 13 | 9  | 12 | 36 | 35 | +1  |
|  | 10.  | Casale Bonito         | 33 | 34 | 10 | 13 | 11 | 28 | 25 | +3  |
|  | 11.  | Terracina             | 33 | 34 | 8  | 17 | 9  | 22 | 24 | -2  |
|  | 12.  | Arzanese              | 33 | 34 | 10 | 13 | 11 | 30 | 35 | -5  |
|  | 13.  | Real Aversa           | 33 | 34 | 9  | 15 | 10 | 26 | 31 | -5  |
|  | 14.  | Termitana             | 31 | 34 | 8  | 15 | 11 | 29 | 37 | -8  |
|  | 15.  | Portici               | 29 | 34 | 9  | 11 | 14 | 20 | 36 | -16 |
|  | 16.  | Cassino               | 26 | 34 | 6  | 14 | 14 | 14 | 26 | -12 |
|  | 17.  | Afragolese            | 26 | 34 | 5  | 16 | 13 | 27 | 45 | -18 |
|  | 18.  | Ercolanese            | 13 | 34 | 2  | 9  | 23 | 13 | 56 | -43 |

Legenda:
      Ammessa agli spareggi promozione.
      Retrocessa in Eccellenza 1992-1993.
Regolamento:
Due punti a vittoria, uno a pareggio, zero a sconfitta.
Pari merito in caso di pari punti.
Spareggio in caso di pari punti in zona promozione e/o retrocessione.

## Girone I

### Classifica finale
|  | Pos. | Squadra             | Pt | G  | V  | N  | P  | GF | GS | DR  |
|  | ---- | ------------------- | -- | -- | -- | -- | -- | -- | -- | --- |
|  | 1.   | Calitri             | 52 | 34 | 20 | 12 | 2  | 42 | 13 | +29 |
|  | 2.   | Cerignola           | 48 | 34 | 17 | 14 | 3  | 38 | 16 | +22 |
|  | 3.   | Agropoli            | 43 | 34 | 16 | 11 | 7  | 45 | 30 | +15 |
|  | 4.   | Fasano (-1)         | 40 | 34 | 16 | 9  | 9  | 41 | 26 | +15 |
|  | 5.   | Martina             | 37 | 34 | 12 | 13 | 9  | 32 | 21 | +11 |
|  | 6.   | Brindisi            | 36 | 34 | 11 | 14 | 9  | 41 | 30 | +11 |
|  | 7.   | Matino              | 35 | 34 | 14 | 7  | 13 | 37 | 36 | +1  |
|  | 8.   | Sporting Benevento  | 34 | 34 | 11 | 12 | 11 | 33 | 25 | +8  |
|  | 9.   | Putignano           | 34 | 34 | 7  | 20 | 7  | 26 | 30 | -4  |
|  | 10.  | Canosa              | 33 | 34 | 8  | 17 | 9  | 29 | 29 | 0   |
|  | 11.  | Nardò               | 33 | 34 | 8  | 17 | 9  | 27 | 27 | 0   |
|  | 12.  | Scafatese           | 32 | 34 | 8  | 16 | 10 | 27 | 32 | -5  |
|  | 13.  | Avigliano           | 32 | 34 | 9  | 14 | 11 | 22 | 27 | -5  |
|  | 14.  | Bitonto             | 31 | 34 | 8  | 15 | 11 | 30 | 37 | -7  |
|  | 15.  | Ebolitana           | 31 | 34 | 11 | 9  | 14 | 30 | 39 | -9  |
|  | 16.  | Solofra             | 25 | 34 | 5  | 15 | 14 | 22 | 33 | -11 |
|  | 17.  | Massafra            | 20 | 34 | 6  | 8  | 20 | 22 | 49 | -27 |
|  | 18.  | Pro Italia Galatina | 15 | 34 | 5  | 5  | 24 | 15 | 59 | -44 |

Legenda:
      Ammessa agli spareggi promozione.
      Retrocessa in Eccellenza 1992-1993.
Regolamento:
Due punti a vittoria, uno a pareggio, zero a sconfitta.
Pari merito in caso di pari punti.
Spareggio in caso di pari punti in zona promozione e/o retrocessione.
Note:
Il Fasano ha scontato 1 punto di penalizzazione.

## Girone L
Il Praia è una compagine di Praia a Mare.
Il Sant'Agata è una compagine di Sant'Agata di Militello.

### Classifica finale
|  | Pos. | Squadra              | Pt | G  | V  | N  | P  | GF | GS | DR  |
|  | ---- | -------------------- | -- | -- | -- | -- | -- | -- | -- | --- |
|  | 1.   | Agrigento Hinterland | 50 | 34 | 20 | 10 | 4  | 54 | 23 | +31 |
|  | 2.   | Castrovillari        | 40 | 34 | 13 | 14 | 7  | 41 | 34 | +7  |
|  | 3.   | Adelaide Nicastro    | 38 | 34 | 10 | 18 | 6  | 52 | 31 | +21 |
|  | 4.   | Comiso               | 38 | 34 | 13 | 12 | 9  | 41 | 34 | +7  |
|  | 5.   | Scicli               | 36 | 34 | 12 | 12 | 10 | 48 | 43 | +5  |
|  | 6.   | Ragusa               | 36 | 34 | 12 | 12 | 10 | 32 | 33 | -1  |
|  | 7.   | Gangi                | 35 | 34 | 13 | 9  | 12 | 45 | 33 | +12 |
|  | 8.   | Acri                 | 35 | 34 | 12 | 11 | 11 | 33 | 32 | +1  |
|  | 9.   | Nuova Igea           | 34 | 34 | 10 | 14 | 10 | 29 | 24 | +5  |
|  | 10.  | Pisticci             | 34 | 34 | 11 | 12 | 11 | 32 | 34 | -2  |
|  | 11.  | Rossanese            | 33 | 34 | 10 | 13 | 11 | 33 | 32 | +1  |
|  | 12.  | Bovalinese           | 33 | 34 | 9  | 15 | 10 | 27 | 29 | -2  |
|  | 13.  | Nuova Rosarnese      | 31 | 34 | 10 | 11 | 13 | 38 | 43 | -5  |
|  | 14.  | Nissa                | 31 | 34 | 9  | 13 | 12 | 25 | 33 | -8  |
|  | 15.  | Praia                | 29 | 34 | 9  | 11 | 14 | 27 | 34 | -7  |
|  | 16.  | Moliterno            | 28 | 34 | 8  | 12 | 14 | 29 | 44 | -15 |
|  | 17.  | Sant'Agata           | 27 | 34 | 5  | 17 | 12 | 23 | 51 | -28 |
|  | 18.  | Rende                | 24 | 34 | 7  | 10 | 17 | 19 | 41 | -22 |

Legenda:
      Ammessa agli spareggi promozione.
      Retrocessa in Eccellenza 1992-1993.
Regolamento:
Due punti a vittoria, uno a pareggio, zero a sconfitta.
Pari merito in caso di pari punti.
Spareggio in caso di pari punti in zona promozione e/o retrocessione.

### Spareggi

#### Spareggio retrocessione
|                 | Risultati |       | Luogo e data            |
| --------------- | --------- | ----- | ----------------------- |
| Nuova Rosarnese | 1-0       | Nissa | Messina, 17 maggio 1992 |
|                 |           |       |                         |

## Spareggi promozione
Per la promozione in Serie C2 si sono disputati degli incontri di spareggio tra le prime classificate dei 10 gironi che hanno decretato 5 promozioni alla categoria successiva.
|                      | Risultati |                      | Luogo e data                        |
| -------------------- | --------- | -------------------- | ----------------------------------- |
| Corsico              | 1-2       | Giorgione            | Corsico, 24 maggio 1992             |
| Giorgione            | 0-0       | Corsico              | Castelfranco Veneto, 31 maggio 1992 |
|                      |           |                      |                                     |
| Crevalcore           | 3-3       | Oltrepò              | Crevalcore, 24 maggio 1992          |
| Oltrepò              | 1-0       | Crevalcore           | Stradella, 31 maggio 1992           |
|                      |           |                      |                                     |
| Gualdo               | 2-0       | L’Aquila             | Gualdo, 24 maggio 1992              |
| L'Aquila             | 1-1       | Gualdo               | L'Aquila, 31 maggio 1992            |
|                      |           |                      |                                     |
| Sulmona              | 0-0       | Sora                 | Sulmona, 24 maggio 1992             |
| Sora                 | 2-0       | Sulmona              | Frosinone, 31 maggio 1992           |
|                      |           |                      |                                     |
| Calitri              | 0-3       | Agrigento Hinterland | Calitri, 24 maggio 1992             |
| Agrigento Hinterland | 3-0       | Calitri              | Agrigento, 31 maggio 1992           |
|                      |           |                      |                                     |

## Trofeo Jacinto
Tra le 5 promosse alla categoria superiore si è disputato il Trofeo Jacinto, che è stato vinto dall'Oltrepò al suo primo titolo.